# 福田康夫内閣
福田康夫内閣（ふくだやすおないかく）は、衆議院議員、自由民主党総裁の福田康夫が第91代内閣総理大臣に任命され、2007年（平成19年）9月26日から2008年（平成20年）8月2日まで続いた日本の内閣。
自由民主党と公明党との連立内閣である。

## 国務大臣
所属政党・出身:
  自由民主党（町村派）   自由民主党（古賀派）   自由民主党（津島派）   自由民主党（麻生派）   自由民主党（伊吹派）
  自由民主党（山崎派）   自由民主党（谷垣派）    自由民主党（高村派）  自由民主党（二階派）   自由民主党（無派閥）   公明党  
  中央省庁・民間
| 職名                                                                                   | 氏名       | 氏名 | 所属                         | 特命事項等                                   | 備考                  |
| -------------------------------------------------------------------------------------- | ---------- | ---- | ---------------------------- | -------------------------------------------- | --------------------- |
| 内閣総理大臣                                                                           | 福田康夫   |      | 衆議院 自由民主党 （無派閥） |                                              | 自由民主党総裁 再入閣 |
| 総務大臣 内閣府特命担当大臣 （地方分権改革担当）                                       | 増田寛也   |      | 民間                         | 郵政民営化担当 道州制担当 地方再生担当       | 再任 前岩手県知事     |
| 法務大臣                                                                               | 鳩山邦夫   |      | 衆議院 自由民主党 （津島派） | 内閣総理大臣臨時代理第3順位指定              | 再任                  |
| 外務大臣                                                                               | 高村正彦   |      | 衆議院 自由民主党 （高村派） | 内閣総理大臣臨時代理第2順位指定              | 横滑り                |
| 財務大臣                                                                               | 額賀福志郎 |      | 衆議院 自由民主党 （津島派） | 内閣総理大臣臨時代理第5順位指定              | 再任                  |
| 文部科学大臣                                                                           | 渡海紀三朗 |      | 衆議院 自由民主党 （山崎派） | 国立国会図書館連絡調整委員会委員             | 初入閣                |
| 厚生労働大臣                                                                           | 舛添要一   |      | 参議院 自由民主党 （無派閥） |                                              | 再任                  |
| 農林水産大臣                                                                           | 若林正俊   |      | 参議院 自由民主党 （町村派） |                                              | 再任                  |
| 経済産業大臣                                                                           | 甘利明     |      | 衆議院 自由民主党 （山崎派） | 内閣総理大臣臨時代理第4順位指定              | 再任                  |
| 国土交通大臣                                                                           | 冬柴鐵三   |      | 衆議院 公明党                | 観光立国担当 海洋政策担当                    | 再任                  |
| 環境大臣                                                                               | 鴨下一郎   |      | 衆議院 自由民主党 （津島派） | 地球環境問題担当                             | 再任                  |
| 防衛大臣                                                                               | 石破茂     |      | 衆議院 自由民主党 （津島派） |                                              | 再入閣                |
| 内閣官房長官                                                                           | 町村信孝   |      | 衆議院 自由民主党 （町村派） | 内閣総理大臣臨時代理第1順位指定 拉致問題担当 | 横滑り                |
| 国家公安委員会委員長 内閣府特命担当大臣 （防災担当 食品安全担当）                      | 泉信也     |      | 参議院 自由民主党 （二階派） |                                              | 再任                  |
| 内閣府特命担当大臣 （沖縄及び北方対策担当 規制改革担当 国民生活担当 科学技術政策担当） | 岸田文雄   |      | 衆議院 自由民主党 （古賀派） | 消費者行政推進担当 宇宙開発担当              | 再任                  |
| 内閣府特命担当大臣 （金融担当）                                                        | 渡辺喜美   |      | 衆議院 自由民主党 （無派閥） | 行政改革担当 公務員制度改革担当              | 再任                  |
| 内閣府特命担当大臣 （経済財政政策担当）                                                | 大田弘子   |      | 民間                         |                                              | 再任                  |
| 内閣府特命担当大臣 （少子化対策担当 男女共同参画担当）                                 | 上川陽子   |      | 衆議院 自由民主党 （古賀派） | 公文書管理担当                               | 再任                  |

- 2007年（平成19年）9月26日任命。
- 組閣時の平均年齢は60.2歳。
  - 最年長：73歳（若林正俊）
  - 最年少：50歳（岸田文雄）
- 岸田国務大臣の「消費者行政推進担当」を命ずる辞令の発令は2008年（平成20年）2月6日。また、「宇宙開発担当」を命ずる辞令の発令は同年6月17日。
- 上川国務大臣の「公文書管理担当」を命ずる辞令の発令は2008年（平成20年）2月29日。

## 内閣官房副長官・内閣法制局長官
| 職名           | 氏名     | 担当事項 | 所属等         |
| -------------- | -------- | -------- | -------------- |
| 内閣官房副長官 | 大野松茂 | 政務担当 | 衆議院、町村派 |
| 内閣官房副長官 | 岩城光英 | 政務担当 | 参議院、町村派 |
| 内閣官房副長官 | 二橋正弘 | 事務担当 |                |
| 内閣法制局長官 | 宮﨑礼壹 |          |                |

- 2007年（平成19年）9月26日任命。
- 二橋正弘以外は第1次安倍改造内閣に引き続いての再任。

## 内閣総理大臣補佐官
| 職名               | 氏名       | 担当事項     | 所属等         |
| ------------------ | ---------- | ------------ | -------------- |
| 内閣総理大臣補佐官 | 伊藤達也   | 社会保障担当 | 衆議院、津島派 |
| 内閣総理大臣補佐官 | 中山恭子   | 拉致問題担当 | 参議院、町村派 |
| 内閣総理大臣補佐官 | 山谷えり子 | 教育再生担当 | 参議院、町村派 |

- 2007年（平成19年）9月26日任命。
- 伊藤達也以外は第1次安倍改造内閣に引き続いての再任。
- 伊藤達也に対する内閣総理大臣補佐官の発令は2008年（平成20年）2月13日。

## 副大臣
| 職名           | 氏名       | 所属等         |
| -------------- | ---------- | -------------- |
| 内閣府副大臣   | 木村勉     | 衆議院、山崎派 |
| 内閣府副大臣   | 山本明彦   | 衆議院、町村派 |
| 内閣府副大臣   | 中川義雄   | 衆議院、伊吹派 |
| 総務副大臣     | 佐藤勉     | 衆議院、古賀派 |
| 総務副大臣     | 谷口隆義   | 衆議院、公明党 |
| 法務副大臣     | 河井克行   | 衆議院、津島派 |
| 外務副大臣     | 小野寺五典 | 衆議院、古賀派 |
| 外務副大臣     | 木村仁     | 参議院、津島派 |
| 財務副大臣     | 遠藤乙彦   | 衆議院、公明党 |
| 財務副大臣     | 森山裕     | 衆議院、山崎派 |
| 文部科学副大臣 | 松浪健四郎 | 衆議院、二階派 |
| 文部科学副大臣 | 池坊保子   | 衆議院、公明党 |
| 厚生労働副大臣 | 西川京子   | 衆議院、伊吹派 |
| 厚生労働副大臣 | 岸宏一     | 参議院、古賀派 |
| 農林水産副大臣 | 今村雅弘   | 衆議院、無派閥 |
| 農林水産副大臣 | 岩永浩美   | 参議院、津島派 |
| 経済産業副大臣 | 新藤義孝   | 衆議院、津島派 |
| 経済産業副大臣 | 中野正志   | 衆議院、町村派 |
| 国土交通副大臣 | 平井卓也   | 衆議院、古賀派 |
| 国土交通副大臣 | 松島みどり | 衆議院、町村派 |
| 環境副大臣     | 桜井郁三   | 衆議院、麻生派 |
| 防衛副大臣     | 江渡聡徳   | 衆議院、高村派 |

- 2007年（平成19年）9月27日任命。
- 総務副大臣に新たに谷口隆義が任命された以外は、全員、第1次安倍改造内閣に引き続いての再任。

## 大臣政務官
| 職名               | 氏名       | 所属等         |
| ------------------ | ---------- | -------------- |
| 内閣府大臣政務官   | 西村明宏   | 衆議院、町村派 |
| 内閣府大臣政務官   | 加藤勝信   | 衆議院、津島派 |
| 内閣府大臣政務官   | 戸井田徹   | 衆議院、津島派 |
| 総務大臣政務官     | 岡本芳郎   | 衆議院、津島派 |
| 総務大臣政務官     | 秋葉賢也   | 衆議院、無派閥 |
| 総務大臣政務官     | 二之湯智   | 参議院、津島派 |
| 法務大臣政務官     | 古川禎久   | 衆議院、山崎派 |
| 外務大臣政務官     | 中山泰秀   | 衆議院、町村派 |
| 外務大臣政務官     | 宇野治     | 衆議院、伊吹派 |
| 外務大臣政務官     | 小池正勝   | 参議院、津島派 |
| 財務大臣政務官     | 宮下一郎   | 衆議院、町村派 |
| 財務大臣政務官     | 小泉昭男   | 参議院、山崎派 |
| 文部科学大臣政務官 | 原田令嗣   | 衆議院、古賀派 |
| 文部科学大臣政務官 | 保坂武     | 衆議院、津島派 |
| 厚生労働大臣政務官 | 松浪健太   | 衆議院、伊吹派 |
| 厚生労働大臣政務官 | 伊藤渉     | 衆議院、公明党 |
| 農林水産大臣政務官 | 谷川弥一   | 衆議院、町村派 |
| 農林水産大臣政務官 | 沢雄二     | 参議院、公明党 |
| 経済産業大臣政務官 | 荻原健司   | 参議院、無派閥 |
| 経済産業大臣政務官 | 山本香苗   | 参議院、公明党 |
| 国土交通大臣政務官 | 金子善次郎 | 衆議院、二階派 |
| 国土交通大臣政務官 | 谷公一     | 衆議院、伊吹派 |
| 国土交通大臣政務官 | 山本順三   | 参議院、町村派 |
| 環境大臣政務官     | 並木正芳   | 衆議院、町村派 |
| 防衛大臣政務官     | 寺田稔     | 衆議院、古賀派 |
| 防衛大臣政務官     | 秋元司     | 参議院、伊吹派 |

- 2007年（平成19年）9月27日任命。
- 全員、第1次安倍改造内閣に引き続いての再任。

## 発足時
2007年（平成19年）9月10日に第168回国会が召集され、安倍晋三首相は所信表明演説をしたものの、そのわずか2日後、その演説に対する衆議院本会議での代表質問の開始直前に突然の辞任表明を行い、同時に総裁選で早急に後継総裁を選ぶよう指示した。これを受け、9月23日に自民党総裁選が行われ、党内8派閥の領袖から雪崩現象的に支持された福田康夫が麻生太郎を133票差（福田330票、麻生197票）で破って新総裁に選ばれた。
9月25日の国会の本会議で行われた内閣総理大臣指名選挙では9年ぶりに衆議院と参議院で異なった指名が行われ（衆議院で福田康夫338票・小沢一郎117票、参議院の決選投票で小沢一郎133票・福田康夫106票）、両院協議会では成案を得ることができず、憲法の規定する衆議院の優越により福田康夫が内閣総理大臣に指名された。
憲政史上、親（福田赳夫）子（長男、福田康夫）がともに内閣総理大臣になった初めての例である。また、対する野党第1党の民主党代表・小沢一郎が、父福田赳夫の最大の政敵である田中角栄の「懐刀」「秘蔵っ子」であるという点でも注目された。
福田は、基本的に第1次安倍改造内閣の方針を踏襲すること、前内閣で問題視された閣僚の金銭スキャンダルを調べる時間がなかったこと、国会会期中ですぐに国会審議に突入する日程から、即戦力・実力を重視し、17名の閣僚のうち15名を第1次安倍改造内閣からの再任・横滑りとした。新入閣は、渡海紀三朗（文部科学大臣）と石破茂（防衛大臣）の二人だけであり、うち初入閣は渡海だけであった。
このため早速、野党の各党から「安倍お下がり内閣」（日本共産党・市田忠義書記局長）、「古い自民党内閣」「自民党の、自民党による、自民党のための内閣」（社民党・福島瑞穂党首）、「昔の名前で出ています内閣」（民主党・鳩山由紀夫幹事長）などと揶揄する論評が出された。
再任が13人と多く、横滑りが2人、入閣が2人のみであったため居抜き内閣とも表現された。前安倍改造内閣で入閣した閣僚を再任しない場合は在任期間1ヶ月程度の短命閣僚になってしまうが、殆どの閣僚を再任・横滑りすることで1ヶ月前に入閣した閣僚の首相への求心力を高める目的もあった。
国務大臣への人事発令内容では、増田寛也の特命職務の「地方・都市格差是正担当」が「地方再生担当」と名称変更され、岸田文雄の内閣府特命担当大臣としての担当事項から「再チャレンジ担当」が外された。
さらに官邸諮問会議の削減が図られるなど、安倍政権時代の政策を一部継承しない姿勢も早々に打ち出した。
組閣を終えた福田は、最初の記者会見で「一歩でも間違うと自民党は政権を失いかねない。緊張した日々を送らなければならない」と述べ、自らの内閣を「背水の陣内閣」と命名し、「政治不信の解消に全力を挙げる」と宣言した。
鳩山邦夫と渡辺喜美は福田康夫内閣の閣僚だが、父の代でも福田赳夫内閣で鳩山威一郎と渡辺美智雄が閣僚入りしていた。
翌9月26日、正式な内閣の発足にあたり福田首相は初閣議で閣僚たち全員に政治資金への「厳格対応」を求め、内閣の基本方針を示す内閣総理大臣談話を発表した。
この談話で福田首相は、以下の基本方針を示した。
- 野党との誠実な協議・協調
- 政治とカネの問題の根絶
- 年金記録漏れ問題の着実な解決
- 格差問題に対する具体的対応の実践
- 攻めの農政
- 地球温暖化問題
- 外交の基本方針
- 海上自衛隊による給油活動の継続
- アジア外交
- 北朝鮮問題
- 「自立と共生」「希望と安心の国」

国務大臣だけではなく、比較的派閥の要望が通りやすい副大臣・大臣政務官人事も、ほぼ安倍改造内閣からの再任または横滑りという陣容であった。魚住裕一郎が総務副大臣を離任して谷口隆義が就任する以外は、すべて再任となった。
メールマガジンについては、福田康夫政権も小泉純一郎政権・安倍晋三政権に引き続き内閣メールマガジンを発行することを、早々に内閣官房内閣広報室を通じ安倍内閣メールマガジン購読者へメールで知らせており、その情報は全国紙によっていち早く報道された。
内閣発足直後に行われた世論調査では、福田内閣は、毎日新聞の調査で57パーセントの高い支持率を記録し、歴代5位と、御祝儀相場という側面はあるものの好スタートを切った。

## 内閣の動き

### 政治とカネ
防衛大臣の石破茂や文部科学大臣の渡海紀三朗らの「政治とカネ」の問題に対し、福田は9月27日午前、「きちんと正直に説明しなさい」と述べ、説明責任を尽くすよう指示した。

#### 石破防衛大臣
石破茂が代表を務める資金管理団体「石破茂政経懇話会」（鳥取県鳥取市）が、福田内閣の組閣当日の25日に、2004年（平成16年）分の政治資金収支報告書の訂正を鳥取県選挙管理委員会に届け出ていたことが判明した。石破個人から同懇話会への寄付が、政治資金規正法の定める上限（年間1000万円）を超える1050万円と記載されていたが、石破個人からの寄付は850万円で、残りの200万円は自民党鳥取県第1選挙区支部から石破を通じて同懇話会に寄付されたとする訂正をした。石破は、「事務ミスで、（訂正が入閣当日になったことは）たまたま。官邸にも報告しており、法的問題はないと承知している。なぜこういうことになったのか、分かり次第、明らかにしたい」と記者からの取材に対してコメントしている。

#### 渡海文部科学大臣
渡海紀三朗が代表を務める「自由民主党兵庫県第10区選挙区支部」が、渡海が出馬した2003年（平成15年）11月9日の第43回衆議院議員総選挙の公示日の当日と、2005年（平成17年）9月11日の第44回衆議院議員総選挙の公示日前日に、国の公共工事を受注・施工中の兵庫県高砂市の建設会社からそれぞれ100万円の寄付を受けていたことが判明した。これに対し渡海は、「特定の選挙資金ではなく、公職選挙法違反の認識もないが、疑義を持たれるのは不本意なので、返金したい」とコメントしている。

### 友人の友人がアルカイダ
2007年（平成19年）10月29日、法務大臣の鳩山邦夫が日本外国特派員協会の講演で2002年（平成14年）のバリ島爆弾テロ事件に関連し「友人の友人がアルカイダ。バリ島の中心部は爆破するから近づかないようにとアドバイスを受けた」と発言した。出入国を所管する法相ひいては日本政府が大規模テロ事件の情報を事前に掴んでいたかのような発言は、特に外国特派員協会での講演ということもあり内外に大きな衝撃を与えた。そのため、鳩山法相は当日中に訂正の記者会見をするはめとなり、「実際に話を聞いたのはテロの3、4ヶ月後だった。話を聞いた友人は自分の趣味であるチョウの採集を通じて知り合った一般人で、アルカイダと断定はしていなかったが関わりのある過激派グループに協力している人物かもしれないとのことだった」と苦しい釈明をした。
翌30日、福田から「そういうこと（テロ）を防止する役目だからしっかりやるように」と注意され、官房長官の町村からは「日本の法務大臣がテロリストを知っているという誤った印象を与える発言は遺憾」として注意を受けた。鳩山は、「ご心配をかけて申し訳ない」と福田に対して謝罪したが、記者から「（鳩山法相の）『友人の友人がアルカーイダ』という見出しが一人歩きすると国際的な信用を落としかねないと思われるが」と質問が飛ぶと「事実を言ったらいけないのか。知り合いの知り合いということでは間違いない。それが国際的な信用にかかわるとは思えない」と主張した。
国民新党代表代行の亀井静香（元警察官僚）が「警察庁は法相から事情聴取をしていない。国家公安委員長は何をやっているのか。（法相を）放っておくのはふまじめすぎる。」と発言するなど、事実関係の解明を求める指摘もされており、官房長官の町村は文書による事実関係の報告を鳩山に指示している。また、当該人物がテロ組織と無関係だった場合どうするのか問われた鳩山は、「人の名誉を著しく傷つけることになれば、何らかの責任を取らないといけない。」と衆議院法務委員会にて答弁している。
なお、鳩山は翌2008年（平成20年）、朝日新聞のコラム「素粒子」において「死に神」と表現され、そちらも問題となった。

### 北朝鮮による日本人拉致問題
2007年（平成19年）10月26日午前、外務大臣の高村正彦は、閣議後の記者会見で北朝鮮による日本人拉致問題について「何人かでも帰国すれば進展であることは間違いない。」「その進展の度合いに応じて、われわれも行動を取っていくのは当然だ。」「（拉致実行犯の処罰や真相究明は）当然求めていくが、生存者全員の帰国が全体の大きなパーセンテージを占めている。」と語り、生存している拉致被害者全員の帰国を最優先させる方針であることを表明した。2007年（平成19年）10月26日夜、福田康夫首相は、首相官邸で北朝鮮による拉致被害者家族連絡会メンバーと面会し、「向こうにおられる方に一日でも早く帰ってきていただきたい。単に拉致被害者が日本に帰ってくるのも人道上の大きな問題（の進展）だ。」「できれば北朝鮮との関係も修復したい。今が一番いい交渉のチャンスだ。」と語り、自分の内閣で拉致問題も国交正常化問題も解決したいという意欲を表明した。

### 大連立騒動
2007年（平成19年）11月2日に福田は民主党代表の小沢一郎と党首会談を行い、その場で大連立について話し合った。小沢代表は合意したが、他の民主党幹部がこぞって反対したため、この大連立構想は頓挫した。

### 内閣改造
7月30日に内閣改造の意向を表明、当初は8月4日に組閣が予想されたが、行事が詰まっていることや土日を挟むことを懸念して8月1日に内閣改造を行い、翌2日に福田康夫内閣改造内閣が発足した。